# Garo (série télévisée d'animation)
Pour les articles homonymes, voir Garo.
Garo: The Animation est une série d'animation japonaise basée sur la série de tokusatsu  Garo. Yasuko Kobayashi, qui a servi en tant que scénariste de la série télévisée, a annoncé tôt qu'il voulait créer de nouveaux personnages n'ayant aucun rapport avec la continuité de la série Garo. La première saison, Garo -Honō no kokuin- (牙狼〈GARO〉 -炎の刻印-, litt. Le Sceau des Flammes), est diffusée entre octobre 2014 et mars 2015. La seconde saison, Garo -Guren no tsuki- (牙狼〈GARO〉-紅蓮ノ月-, litt. La Lune Écarlate), est diffusée entre octobre 2015 et avril 2016. La troisième saison, Garo: Vanishing Line (牙狼-GARO- -VANISHING LINE-), est diffusée depuis octobre 2017.

## Synopsis
Le Royaume de Valliante, où il faisait bon vivre est la proie de noirs desseins.
Sous l'influence du conseiller Mendoza, le Roi, affaibli par la maladie, lance une chasse aux sorcières. Au centre de la place principale de la capitale, un bûcher a été dressé et une jeune femme, Anna, est sur le point d'y être exécutée. Tandis que le feu se propage, elle pousse un cri assourdissant et donne naissance à un fils sous les yeux du Roi et Mendoza. Alors que le destin de l'enfant semblait scellé, surgit des geôles du château un chevalier doté d'une armure argentée. Il se précipite dans les flammes, sauve le nouveau-né, s'enfuit de la capitale et disparaît.
Des années plus tard, l'enfant, nommé Leon, a bien grandi et est désormais devenu un Chevalier Makai. Détenteur de l'armure d'Or GARO, il combat des créatures démoniaques nommées Horrors qui dévorent les humains. Avec la chasse aux sorcières se poursuivant et le souvenir de sa mère qui le hante, accomplir cette tâche est plus ardue que jamais.

### Honō no kokuin
Garo se déroule dans un lieu fictif appelé le Royaume de Valiante (inspiré de l'Espagne pendant l'Inquisition Espagnole). Après que le roi, sous l'influence de son conseiller, a lancé une chasse au sorcières qui mit en danger les Chevaliers Makai et Prêtresses Makai, des personnes chassant des Horreurs avec des pouvoirs surnaturels assimilés à de la magie, une Prêtresse Makai qui était condamnée à brûler sur le bûcher mit naissance à un fils dans les flammes. Herman Luis, un Chevalier Makai et le père de l'enfant, s'enfuit avec lui et l'entraîna pour qu'il devienne le Chevalier d'Or Garo. Plus tard, après avoir grandi, quand le roi tomba malade et que le trône fut usurpé par son conseiller. Le fils du roi, le Prince Alfonse et sa mère la reine demanderont assistance à Garo pour récupérer le trône,.

### Guren no tsuki
Cette seconde saison se déroule vers 800 au Japon, durant l’ère impériale de Heian. Une multitudes d'Horrors sèment le trouble dans la florissante capitale impériale d'Heian-kyo. Raikou, actuel détenteur du titre du Chevalier d'Or Garo, les pourchasse entre autres afin de ramener l'ordre et la justice. Raikou est également accompagné de Seimei, une puissante Prêtresse Makai et de Kintoki, son fidèle serviteur.

### Vanishing Line
"La métropole de Russell est sous le joug quotidien de monstres démoniques venus d’une dimension magique. Sword, le chevalier Makai, se bat chaque jour en secret pour défendre la ville de ces créatures qui cherchent à prendre possession de ses habitants. Un jour, en plein milieu d’un combat, il fait une découverte qui va bouleverser sa routine ; celle d’un étrange mot clé : « El Dorado ». Derrière ce terme semble se cache un terrible complot orchestré par les monstres démoniaques. Commence ainsi une enquête de longue haleine pour Sword, épaulé par Sophie, une jeune femme dont il fait la rencontre alors qu’elle se trouvait également sur la piste d’ « El Dorado », seul indice la rattachant à son frère disparu. Sword est lui aussi affecté par la disparition de sa petite sœur, créant un lien entre les deux jeunes gens. C'est le début d'un voyage où les sentiments s'entremêlent."

## Personnages

### Honō no kokuin
León Luis (レオン・ルイス, Reon Ruisu)
Voix japonaise : Daisuke Namikawa
Fils de Anna Luis et de Herman Luis, c'est le porteur de l'armure d'or Garo au début de la première saison. C'est un jeune garçon fragile intérieurement, profondément traumatisé par la mort de sa mère, qui a accouché de lui alors qu'elle était sur le bûcher. Il est assez introverti, et a du mal à nouer des relations avec les autres. Il n'apprécie pas particulièrement son père à cause des nombreuses aventures que celui-ci entretien tout au long de leur voyage. Il a 17 ans.
Zaruba (ザルバ)
Voix japonaise : Hironobu Kageyama
Contenu dans un anneau, c'est un artéfact qui lie un contrat avec le porteur de l'armure Garo. En échange d'une journée complète de ce dernier dans le coma, à la période de la nouvelle Lune, il aide normalement son porteur a contrôler le pouvoir de son armure.
Alfonso San Valiante (アルフォンソ・サン・ヴァリアンテ, Arufonso San Variante)
Voix japonaise : Katsuhito Nomura
Alfonso est le prince héritier du royaume de Valiante, fils du roi Fernando et de la reine Esmeralda. C'est un garçon particulièrement attaché aux valeurs de l'honneur et de la chevalerie, et surtout totalement dévoué à la protection de son royaume. Il est lui aussi, comme León, le petit-fils du précédent porteur de l'armure d'or, sa mère étant le second enfant de ce dernier. D'abord inexpérimenté face aux Horreurs, il devient l'apprenti de Rafael Banderas, qui lui léguera son armure Gaïa à sa mort. Lors de l'affrontement contre Mendoza, il vainc son cousin, León, et lui prend l'armure d'or, qui le reconnaît comme son porteur. Il a trois ans lorsque son cousin vient au monde, et vingt lorsque commence la série.
Herman Luis (ヘルマン・ルイス, Heruman Ruisu)
Voix japonaise : Kenyu Horiuchi
Herman Luis est le porteur de l'armure Zoro, le mari d'Anna Luis et le père de León. C'est un homme à femme, qui adore les belles femmes et a de nombreuses aventures partout où il passe, ce qui complique sa relation avec son fils qui n'apprécie pas son comportement. C'était le meilleur ami de Bernardo Dion dans leur jeunesse, et c'est lui qui l'affronte lorsqu'ils se retrouvent.
Emma Guzmán (エマ・グスマン, Ema Gusuman)
Voix japonaise : Romi Park
Emma est une Prêtresse, manipulant des fils spéciaux pour se battre. Elle est à la recherche d'une chose qu'elle pensait en possession de Mendoza. Elle apprécie León et lui vient en aide à de nombreuses reprises.
Mendoza (メンドーサ, Mendōsa)
Voix japonaise : Takaya Hashi
Ancien prêtre de l'ordre des Makai, c'est un homme très savant et âgé. Autrefois prêtre, il a été chassé de son ordre et marqué d'un sceau spécial pour ses expériences immondes envers les humains, qui avait pour but de donner plus de pouvoirs aux Makai Kishi et Houshi. Depuis, il voue une profonde haine à ses anciens camarades. Après avoir été chassé, il s'est retrouvé au royaume de Valiante, et s'y est fait connaître du roi, gagnant sa confiance pour finir par devenir son conseiller et l'homme le plus influent du royaume. Après la naissance de son premier fils, qui était marqué du même sceau que lui et qu'il a tué avec sa femme dans un accès de rage, sa rage a explosé et il a décidé d'organiser l'éradication des Prêtresses et des Chevaliers, les faisant passer pour des démons et des sorcières aux yeux du peuple, et profitant de la règle cardinale de son ancien ordre: ne jamais tuer ou blesser un humain, rendant les Chevaliers et Prêtresses totalement impuissants à utiliser leurs pouvoirs pour se défendre. Il manipule, grâce à un artéfact de sa création, de nombreuses Horreurs à travers Valiante, et il méprise les humains, qu'il considère comme des animaux que les Makai Kishi et Houshi devraient diriger et non protéger.
Fernando San Valiante (フェルナンド・サン・ヴァリアンテ, Ferunando San Variante)
Voix japonaise : Kōsuke Gotō
Roi du royaume de Valiante, c'était un souverain juste et généreux... Jusqu'à ce qu'il souffre d'une mystérieuse maladie, dix-sept ans avant le début de la série, qui l'a laissée particulièrement affaibli. Très attaché à son conseiller Mendoza, il fait de lui le premier homme du royaume, et surtout il écoute aveuglément les conseils de l'ancien Prêtre déchu, qui fais accuser les Makai de tous les maux du royaume et le convainque de lancer une vaste chasse aux démons et aux sorcières dans tout Valiante.
Esmeralda (エスメラルダ, Esumeraruda)
Voix japonaise : Natsumi Tada
Reine de Valiante, c'était la petite sœur d'Anna Luis, bien que celle-ci ne l'ait pas sût, et donc c'était la fille du précédent chevalier d'or. Elle a été adoptée par une famille d'aristocrates, et a reçu une éducation noble avant d'épouser le roi Fernando et de lui donner un fils, Alfonso. Comme son mari, elle faisait totalement confiance à Mendoza, mais lorsque ce dernier apprit la filiation de sa reine, il n'hésita pas à manipuler le roi, toujours malade, pour la faire accuser d'empoisonnement et l'enfermer. Lorsqu'elle apprend que son fils est de retour à la capitale pour vaincre Mendoza, elle décide de se suicider dans sa cellule afin de ne pas fournir un otage à Mendoza.
Octavia (オクタビア, Okutabia)
Voix japonaise : Mari Doi
Servante de la reine Esméralda, elle devient par la suite l'espionne et la servante de Mendoza, montrant une dévotion sans faille envers son maître dans l'accomplissement de ses plans. Elle dit qu'elle a cessé de croire en dieu, et préfère à un dieu qui n'intervient jamais un démon plus actif, ce qu'elle voit en Mendoza. C'est elle qui, en accomplissant son devoir de dame de compagnie de la reine, apprend que ce dernière doit descendre d'un Chevalier grâce au médaillon qu'elle porte, et elle n'hésite pas à trahir sa reine pour son maître secret. Elle semble particulièrement attachée à Mendoza, mais ce dernier la repousse dès qu'elle fait mine de le toucher car il répugne à avoir un contact avec un des humains qu'il méprise.
Garm (ガルム, Garumu)
Voix japonaise : Mayu Udono
Anna Luis (アンナ・ルイス, Anna Ruisu)
Voix japonaise : Eri Ōzeki
Fille aînée du précédent chevalier d'or, c'était une Prêtresse assez douée et très belle. Elle était l'amie de Bernardo Dion et de Herman Luis, qui s'appelait alors simplement Roberto. Elle fut la femme de Roberto, et était enceinte de leur fils lorsque les agents de Mendoza la capturèrent. Accusée de plusieurs crimes dont elle était totalement innocente, elle fut condamnée au bûcher. Alors que ce dernier commençait à brûler, elle donna naissance à son fils, et utilisa un sort pour le protéger des flammes avant que Roberto n'arrive et n'emporte le bébé en sécurité. Sa mort a particulièrement marqué son fils, qui s'en souvient dans ses rêves, y ayant assisté lui-même.
Gael (ガエル, Gaeru)
Voix japonaise : Chafurin
Garcia (ガルシア, Garushia)
Voix japonaise : Katsuhisa Hōki
Rafael Banderas (ラファエロ・バンデラス, Rafaero Banderasu)
Voix japonaise : Hidetaka Tenjin
Ancien porteur de l'armure Gaïa, c'était le meilleur ami du précédent chevalier d'or, le grand-père de León et d'Alfonso, et l'un des deux Chevaliers qui étaient présents lors du châtiment de Mendoza. C'est lui qui a confié Esmeralda, la petite sœur d'Anna, à une famille adoptive car elle n'avait pas de pouvoirs spéciaux, contrairement à sa sœur aînée. Il a depuis surveillé la fille cadette de son ancien ami, et a décidé d'intervenir lorsque Alfonso s'est vu menacé par les Horreurs à la solde de Mendoza. Il lui a révélé son héritage et l'a entraîné, avant de se sacrifier pour le sauver et de lui confier son armure. Il avait un fils, mort lors du début de la chasse aux sorcières organisée par Mendoza, et souffrait d'une maladie inconnue et incurable qui le tuait lentement.
The previous Golden Knight (先代黄金騎士, Sendai Ōgon Kishi)
Voix japonaise : Kazuhiro Yamaji
Ce chevalier non nommé est le grand-père de León et d'Alfonso, ainsi que le père de Anna et Esmeralda, et aussi l'un des deux Chevaliers ayant assisté au bannissement de Mendoza de l'ordre.
Bernardo Dion (ベルナルド・ディオン, Berunarudo Dion)
Voix japonaise : Hiroshi Yanaka
Ancien ami de Roberto et Anna, il a toujours été un peu jaloux de son ami à cause de tout ce que ce dernier avait et qu'il n'avait pas. Comme Roberto, c'était un Chevalier, il s'est d'ailleurs sacrifié pour permettre à Roberto et à Anna, alors enceinte, de fuir. Il a fini par sombrer dans la folie ce jour-là, constatant à quel point les humains étaient futiles et pensant qu'il ne servait à rien de les protéger et que la règle comme quoi un Prêtre ou un Chevalier ne doit pas tuer un humain était une ineptie, car c'était à cause d'elle que des dizaines des leurs mourraient alors. Mendoza l'a alors contacté, et l'a convaincu de se rallier à lui, faisant de lui son bras droit et le mettant à la tête de son armée des Chevaliers Noirs, composée uniquement d'Horreurs dissimulées. Lorsque Herman, Alfonso et León pénètrent le château royal, il est le premier obstacle à se dresser contre eux, mais il se focalise surtout sur son ancien camarade. Après un combat acharné, il finit par mourir dans les bras d'Herman, et son corps se décompose comme celui d'une Horreur, avec son armure.